# Roch Marc Kaboré

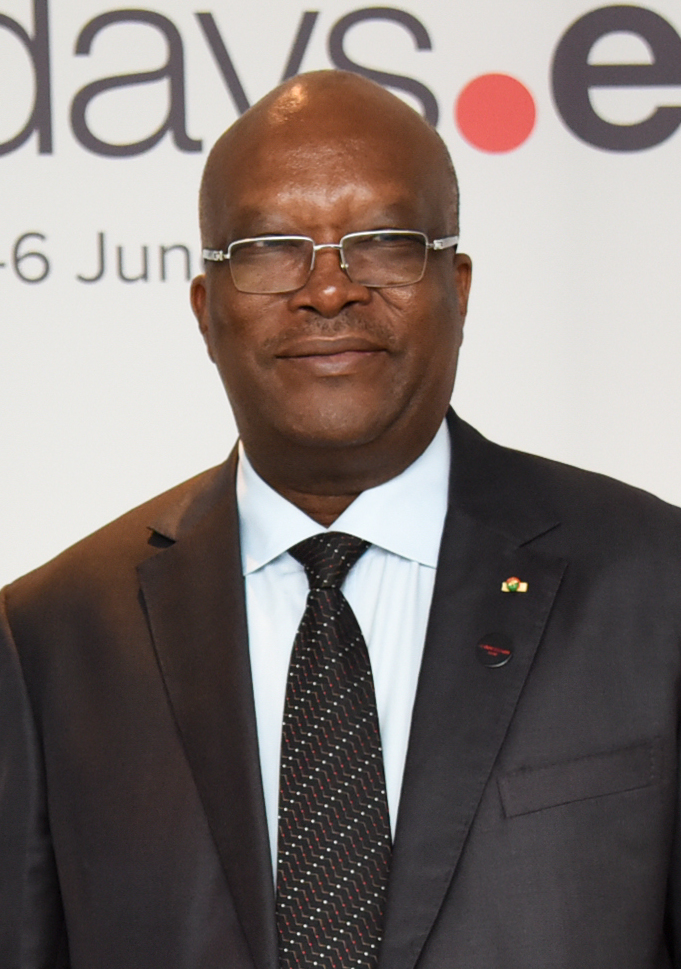
Roch Marc Kaboré, 2018

Roch Marc Christian Kaboré (* 25. April 1957 in Ouagadougou) ist ein burkinischer Politiker der CDP und war zwischen 2015 und 2022 Präsident der Republik Burkina Faso. Davor war er in wechselnden Ressorts als Minister tätig.

## Frühe Jahre
Kaboré stammt aus Ouagadougou. Der Vater Charles Bila Kaboré war Bankier. Nach dem Abitur ging er 1975 nach Frankreich und studierte Wirtschaftswissenschaften an der Universität Dijon. Mit einem Diplom kehrte er 1980 in sein Land zurück. 1984 wurde er Generaldirektor der Banque Internationale du Burkina.

## Politische Laufbahn
Seine politische Karriere begann 1989, als er zum Minister für Verkehr und Telekommunikation berufen wurde. Seit 1990 war er Staatsminister mit wechselnden Aufgabenbereichen und wurde im Mai 1992 Parlamentsabgeordneter für einen Wahlkreis in der Provinz Kadiogo. Im Juni 1993 übernahm er in der Regierung von Youssouf Ouédraogo das Amt des Finanz- und Planungsministers. Ab September 1993 gehörte er als Staatsminister ohne Ressort weiter zum Kabinett. Am 22. März 1994 wurde er Ouédraogos Nachfolger als Regierungschef. Während seiner Amtszeit privatisierte er einige Staatsunternehmen, wobei die näheren Umstände Kritik hervorriefen. Sein Verhältnis zum Präsidenten kühlte ab und er trat am 6. Februar 1996 von seinem Amt zurück.
Kaboré gehörte zum Congrès pour la démocratie et le progrès (CDP) des von 1987 bis 2014 regierenden Präsidenten Blaise Compaoré. 1996 erhielt er den Posten eines Sonderberaters des Präsidenten und wurde bei den Parlamentswahlen am 11. Mai 1997 als Abgeordneter wiedergewählt. Der CDP hatte bei diesen Wahlen 101 der 111 Sitze erhalten. Im Parlament wurde er Vizepräsident und seine Partei bestimmte ihn 1999 zu ihrem Generalsekretär. Am 6. Mai 2002 wurde er mit 77 zu 22 Stimmen als Präsident der Nationalversammlung gewählt. Dieses Amt hielt er bis 2012 inne. Dazu präsidierte er zwischen Juni 2003 bis zu den Parlamentswahlen im Dezember 2012 den CDP. Im Nachgang zu den Parlamentswahlen traten innere Spannungen des CDP zu Tage. Kaboré wurde zusammen mit anderen engen Vertrauten entmachtet. Im Januar 2014 trennte er sich vom CDP und wurde Vorsitzender der neu gegründeten Partei Mouvement du peuple pour le progrès (MPP).
Die neue Partei nominierte ihn für die Präsidentschaftswahl am 29. November 2015. Hier setzte er sich bereits im ersten Durchgang mit knapp 53,5 % gegen seinen stärksten Konkurrenten Zéphirin Diabré durch.
Kaborés Image sank im Juni 2021, als dschihadistische Milizen im Department Solhan 138 Dorfbewohner massakrierten. Man warf ihm und seiner Regierung vor, die Kontrolle über das Land verloren zu haben und die Sicherheit der Bevölkerung nicht mehr gewährleisten zu können. Als die dschihadistischen Milizen Im November desselben Jahren einen mit Material und Lebensmitteln unterversorgten Polizeiposten in Inata angriffen und mindestens 53 Beamte und Zivilisten töteten, verlor er auch Zustimmung unter den Sicherheitskräften des Landes. Dennoch wurde Kaboré bei der Wahl am 22. November 2020 im ersten Wahlgang wiedergewählt.
Im November 2021 musste sich Kaboré Demonstrationen gegen die wachsende Unsicherheit im Land stellen.
Am 24. Januar 2022 wurde Kaboré im Zuge eines von dem von Militärs gebildeten Mouvement patriotique pour la sauvegarde et la restauration (MPSR, „Patriotische Bewegung für Sicherheit und Wiederherstellung“) initiierten Staatsstreichs festgenommen. Die MPSR-Junta wurde von Paul-Henri Sandaogo Damiba angeführt, der sich zum Präsidenten erheben ließ und acht Monate später durch einen weiteren Militärputsch selbst gestürzt wurde.

## Familie
Kaboré ist verheiratet und Vater von drei Kindern.